# 花壇庄
花壇庄，為1920年~1945年間存在之行政區，轄屬台中州彰化郡。今彰化縣花壇鄉。

## 街原名
原屬燕霧上堡下之茄苳脚庄、口庄、白沙坑庄、橋仔頭庄、三家春庄
- 茄苳脚改稱花壇

## 行政區劃
花壇庄轄域內分為花壇、口庄、白沙坑、橋子頭、三家春五個大字。
- 花壇大字下有「花壇」、「中庄」、「劉厝」、「金屯」小字名
- 口大字下有「口」、「崙子頭」小字名
- 橋子頭大字下有「橋子頭」、「內庄」、「灣子口」小字名
- 白沙坑、三家春無設小字，作為地籍管理之區分